# J. R. Ackerley
J. R. Ackerley (Londres, 4 de novembro de 1896 - Londres, 4 de junho de 1967), cujo nome completo é Joe Randolph Ackerley, foi um escritor e editor inglês.
De entre as suas obras mais conhecidas contam-se as suas memórias (em inglês) My Father and Myself.

## Obra
- The Prisoners of War (peça de teatro, levada à cena em 5 de Julho de 1925)
- Hindoo Holiday (1932, revisto e expandido em 1952)
- My Dog Tulip (1956)
- We Think the World of You (1960)
- My Father and Myself (1968, publicado postumamente)
- My Sister and Myself (1982, publicado postumamente)